# Chrysopilus gemmiferus
Chrysopilus gemmiferus är en tvåvingeart som beskrevs av Frey 1954. Chrysopilus gemmiferus ingår i släktet Chrysopilus och familjen snäppflugor.
Artens utbredningsområde är Laos. Inga underarter finns listade i Catalogue of Life.